# Kamikawa (Hyōgo)
Kamikawa es una población japonesa localizada en la prefectura de Hyōgo.